# Drescheriella glacialis
Drescheriella glacialis is een eenoogkreeftjessoort uit de familie van de Tisbidae. De wetenschappelijke naam van de soort is voor het eerst geldig gepubliceerd in 1987 door Dahms & Dieckmann.